# Virola duckei
Virola duckei là một loài thực vật có hoa trong họ Myristicaceae. Loài này được A.C.Sm. miêu tả khoa học đầu tiên năm 1938.